# SWV (gruppo musicale)
Le SWV (Sisters with Voices) sono un  gruppo musicale R&B al femminile statunitense originario di New York e attivo dai primi anni '90. Nel 1998 il gruppo si è sciolto per poi ricostituirsi nel 2005.

## Storia del gruppo

### Prima fase (1991-1998)
Il gruppo è stato fondato da Cheryl Gamble (Coko), Tamara Johnson (Taj) e Leanne Lyons (Lelee). Dopo aver registrato alcune demo, la band ha siglato un contratto discografico con la RCA Records nel 1991. Il disco d'esordio It's About Time è stato certificato triplo disco di platino dalla RIAA, trascinato dai singoli Right Here, I'm So into You e Weak. Dopo questo grande successo il gruppo è apparso nella colonna sonora del film Above the Rim e nel 1994 ha anche pubblicato un disco di remix. Hanno ricevuto la nomination al Grammy Award al miglior artista esordiente nel '94. Il secondo album in studio, dal titolo New Beginning (1996), è stato anticipato dal brano You're the One ed ha visto collaborare i The Neptunes come produttori. Il terzo disco Release Some Tension (1997) vede la collaborazione di importanti artisti provenienti soprattutto dalla scena hip hop come P. Diddy, Missy Elliott, Lil' Kim e altri. Nonostante questo ha avuto un successo inferiore rispetto ai primi due album. Dopo la pubblicazione di un disco natalizio, il gruppo si è sciolto nel 1998 e la cantante Coko ha proseguito la carriera da solista.

### Seconda fase (2005-oggi)
Nel 2005 le SWV si sono riunite e hanno intrapreso un tour nel 2007. Fino al 2009 hanno calcato i palchi degli Stati Uniti e non solo con diversi concerti affiancando anche TLC, En Vogue e altre band. Nel 2011 hanno firmato un contratto con la E1 Music. Hanno quindi pubblicato nel dicembre di quell'anno il singolo I Missed You. Nell'aprile 2012 è uscito il loro nuovo disco, che prende lo stesso nome del singolo di lancio, ossia I Missed You. Nel 2013 hanno vinto il Grammy nella categoria "Best Traditional R&B Performance".

## Formazione
- Cheryl Clemons (Coko) - soprano
- Tamara Johnson (Taj) - mezzosoprano
- Leanne Lyons (Lelee) - contralto

## Discografia
Album studio
- 1992 - It's About Time
- 1996 - New Beginning
- 1997 - Release Some Tension
- 1997 - A Special Christmas
- 2012 - I Missed Us
- 2016 - Still

EP
- 1994 - The Remixes

Raccolte
- 1999 - Greatest Hits
- 2001 - Best of SWV
- 2003 - Platinum & Gold Collection
- 2004 - The Encore Collection

## Tour
- Weak (1993 in Regno Unito)
- SWV World Tour (1996 nel mondo)
- Sistaz Only (1997)
- Release the Tension (1997 negli Stati Uniti)
- New Jack Swing Tour (2005 negli Stati Uniti e in Canada)
- Billboard Live Tour (2008-2009 in Giappone)
- SWV and Faith Evans (2010 in Regno Unito)
- Fresh Music Festival (2012 negli Stati Uniti)